# Declieuxia decumbens
Declieuxia decumbens är en måreväxtart som beskrevs av Joseph Harold Kirkbride. Declieuxia decumbens ingår i släktet Declieuxia och familjen måreväxter. Inga underarter finns listade i Catalogue of Life.